# Paolo Manuel Gismondi
Paolo Manuel Gismondi (Sanremo, 7 novembre 1898 – Sanremo, 3 dicembre 1968) è stato un politico italiano, eletto nella I legislatura alla Camera dei deputati.

## Biografia
Nato da Vincenzo e Giulia Maraldi, si laurea in giurisprudenza aprendo un suo studio privato. Iscritto al Partito Popolare, frequenta Piero Gobetti e Luigi Sturzo.
Assessore del suo comune di nascita, si laurea contemporaneamente in diritto a Parigi presso la Sorbona, sotto la guida del premio Nobel René Cassin.
Dopo l'Armistizio diventa membro del CLN, venendo arrestato e incarcerato. Dopo la Liberazione è eletto sindaco di Sanremo nel 1947, poi alle elezioni del 1948 viene candidato ed eletto alla Camera dei deputati con la Democrazia Cristiana, dove rimane fino al 1953.
Muore il 3 dicembre 1968, all'età di 70 anni.